# Essexit

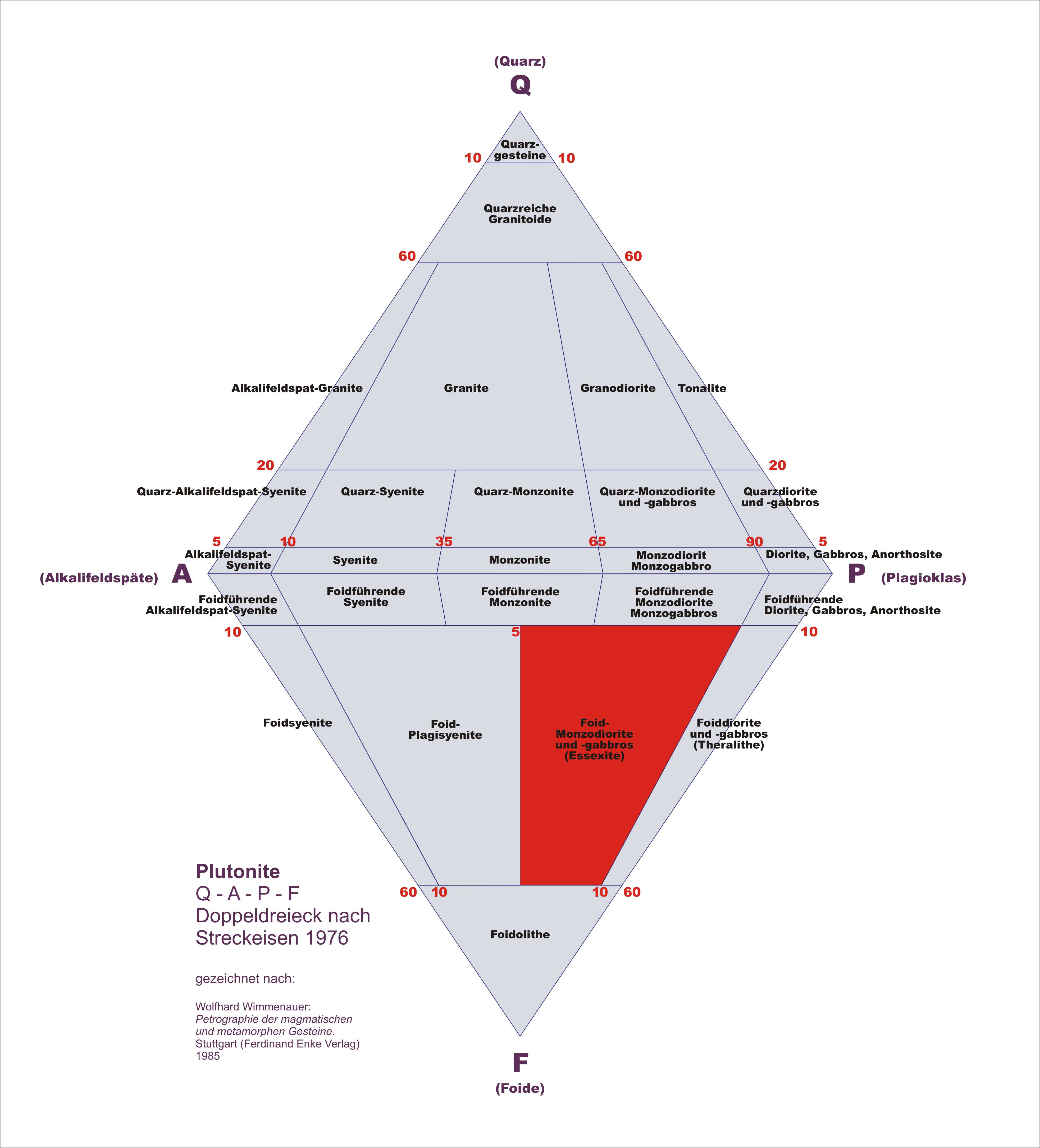
Essexite im Streckeisendiagramm

Essexit ist ein dunkles, gabbroides, magmatisches Gestein.

## Gesteinsbeschreibung und Mineralbestand
Essexit tritt als mesotypes, melanokrates und natriumreiches Tiefengestein auf. Das Gestein wurde nach dem Essex County im US-amerikanischen Bundesstaat Massachusetts benannt und ist dem Gabbro ähnlich.
Im Gegensatz zum Gabbro enthält Essexit jedoch auch natriumreichen Alkalifeldspat, der oft als Saum um Plagioklase zu finden ist. Daneben kommt hauptsächlich diopsidischer Augit vor. Nebengemengteile sind Natrium-Amphibol, Biotit und serpentinisierter Olivin.

### Geschichte
Die erste wissenschaftliche Beschreibung stammt von John Henry Sears (1843–1910) aus dem Jahr 1891. Sears war Kurator (1892–1910) der Bereiche Mineralogie, Geologie und Botanik am Peabody Museum in Salem, Massachusetts.

## Vorkommen
Essexit ist von zahllosen Orten bekannt. In Deutschland kommt Essexit am Kaiserstuhl oder im Siebengebirge vor. Weitere Vorkommen sind bekannt etwa aus Russland von der Taimyr-Halbinsel, aus der Gegend von Kusnezk-Minussinsk, in Tuwa und auf der Kamtschatka-Halbinsel, aus dem Gebiet des Omolon, von Sachalin und aus der Region Primorje. Darüber hinaus kommt Essexit bei Roztoky im Böhmischen Mittelgebirge in Tschechien vor, in Norwegen nahe Oslo bei Carclout in Ayrshire, Schottland, am Mount Royal nahe Montreal in Kanada und am Okenyenya in Namibia. Auch der Dekkan-Trapp in der indischen Provinz Kathiawar führt Essexite.